# Фотографическая кассета

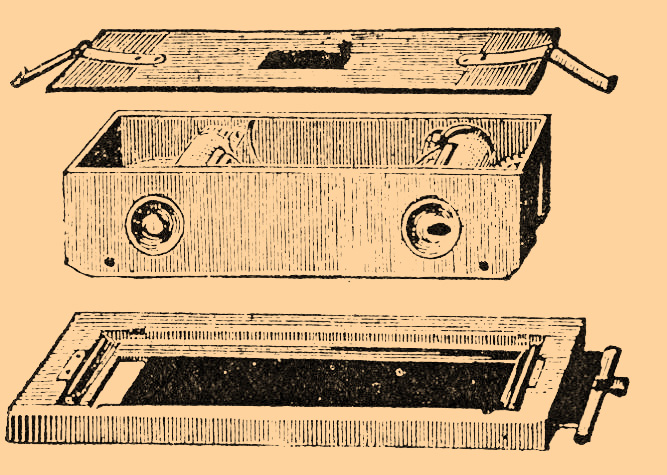
Одна из первых фотокассет в разобранном виде (рисунок из статьи «Кассета фотографическая», «ЭСБЕ», 1895 год

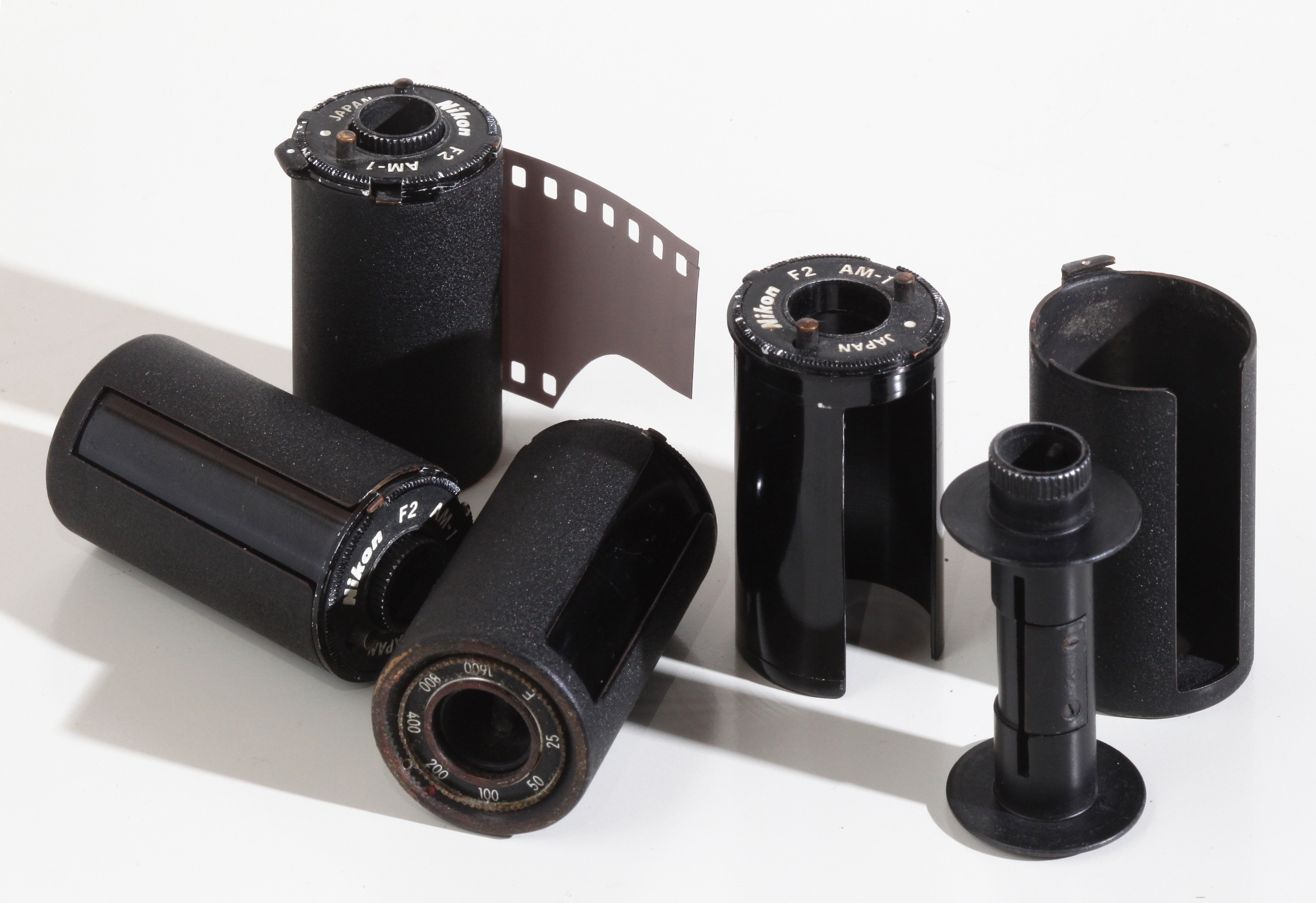
Современная фотокассета «Nikon» для фотоплёнки в разобранном виде

Кассе́та фотографи́ческая или фотокассе́та — специальный светонепроницаемый контейнер в котором хранятся светочувствительные элементы (например: фотопластинки или фотоплёнки) от зарядки кассеты до момента экспонирования и последующей проявки.
Этимология словосочетания «фотографическая кассета» легко объяснима: слово фотографическая говорит само за себя, а слово кассета происходит от фр. cassette, что в буквальном переводе означает ящичек; выбор этого слова не случаен: до изобретения фотоплёнки на гибкой подложке из целлулоида фотопластинки были единственным носителем негативного изображения, на который велась фотосъёмка (в калотипии для съёмки использовалась фотобумага, пропитанная солями серебра) и контейнеры для них снаружи действительно выглядели как ящик, хотя их внутренне устройство (за редкими исключениями) конструктивно значительно сложнее.
Пока конвейерное производство не достигло должного уровня, чаще всего светочувствительные фотоматериалы продавались отдельно от фотографических кассет и заправкой последних занимались непосредственно фотографы, но к началу XXI века подавляющее большинство продаваемых светочувствительных элементов были уже внутри одноразовых фотографических кассет.
Фотографические кассеты чаще всего изготавливают из металла, дерева, картона или пластика. Металлы чаще всего используют для производства многоразовых фотокассет, а картон и пластмассы для одноразовых.